# Адміністративний устрій Ріпкинського району
Адміністративний устрій Ріпкинського району — адміністративно-територіальний поділ Ріпкинського району Чернігівської області на 2 селищні громади, 3 селищні та 17 сільські ради, які об'єднують 118 населених пунктів та підпорядковані Ріпкинській районній раді. Адміністративний центр — смт Ріпки.

## Список громадРіпкинського району
- Добрянська селищна громада
- Любецька селищна громада

## Список радРіпкинського району
| №  | Назва                         | Центр             | Населені пункти                                                                                   | Площа км² | Місце за площею | Населення (2001), чол. | Місце за населенням | Розташування |
| -- | ----------------------------- | ----------------- | ------------------------------------------------------------------------------------------------- | --------- | --------------- | ---------------------- | ------------------- | ------------ |
| 1  | Замглайська селищна рада      | смт Замглай       | смт Замглай                                                                                       | 53,22     | 17              | 1982                   | 4                   |              |
| 2  | Радульська селищна рада       | смт Радуль        | смт Радуль с. Корчев'я с. Лопатні с. Новосілки с. Переділ                                         | 92,24     | 8               | 1269                   | 6                   |              |
| 3  | Ріпкинська селищна рада       | смт Ріпки         | смт Ріпки с. Глиненка                                                                             | 93,737    | 7               | 8003                   | 1                   |              |
| 4  | Великовіська сільська рада    | c. Велика Вісь    | c. Велика Вісь с. Звеничів                                                                        | 35        | 24              | 569                    | 25                  |              |
| 5  | Великозліївська сільська рада | c. Великий Зліїв  | c. Великий Зліїв с. Вороб'їв с. Малий Зліїв с. Петрики с. Пушкіне с. Чисті Лужі                   | 38,55     | 22              | 1122                   | 7                   |              |
| 6  | Вербицька сільська рада       | c. Вербичі        | c. Вербичі                                                                                        | 33,55     | 26              | 566                    | 26                  |              |
| 7  | Вишнівська сільська рада      | c. Вишневе        | c. Вишневе с. Буянки с. Чумак                                                                     | 30,926    | 28              | 908                    | 12                  |              |
| 9  | Голубицька сільська рада      | c. Голубичі       | c. Голубичі                                                                                       | 34,57     | 25              | 676                    | 18                  |              |
| 8  | Грабівська сільська рада      | c. Грабів         | c. Грабів с. Пилипча с. Чудівка                                                                   | 80,03     | 10              | 467                    | 28                  |              |
| 9  | Губицька сільська рада        | c. Губичі         | c. Губичі с. Гуньківка с. Лісківка с. Миси с. Редьківка с. Шкуранка                               | 104,57    | 2               | 632                    | 22                  |              |
| 10 | Гучинська сільська рада       | c. Гучин          | c. Гучин с. Трудове с. Ямище                                                                      | 25,2      | 29              | 626                    | 23                  |              |
| 11 | Даницька сільська рада        | c. Даничі         | c. Даничі с. Мутичів с. Присторонь                                                                | 49,41     | 18              | 665                    | 19                  |              |
| 12 | Задеріївська сільська рада    | c. Задеріївка     | c. Задеріївка с. Кам'янка с. Пізнопали с. Плехтіївка с. Суслівка                                  | 102,9     | 4               | 535                    | 27                  |              |
| 13 | Красківська сільська рада     | c. Красківське    | c. Красківське с. Убіжичі                                                                         | 53,989    | 16              | 707                    | 17                  |              |
| 14 | Ловинська сільська рада       | c. Ловинь         | c. Ловинь                                                                                         | 75,55     | 14              | 462                    | 29                  |              |
| 15 | Малолиственська сільська рада | c. Малий Листвен  | c. Малий Листвен с. Бихальцохівка с. Суличівка                                                    | 48,09     | 20              | 744                    | 16                  |              |
| 16 | Неданчицька сільська рада     | c. Неданчичі      | c. Неданчичі с. Грабівка с. Комарівка с-ще Левичівка с. Мекшунівка с. Нова Рудня с. Рудня с. Гута | 145,6     | 1               | 984                    | 10                  |              |
| 17 | Новоукраїнська сільська рада  | c. Новоукраїнське | c. Новоукраїнське                                                                                 | 18,9      | 31              | 354                    | 31                  |              |
| 18 | Петрушівська сільська рада    | c. Петруші        | c. Петруші с. Бахани с. Зубахи с. Кислі с. Кратинь с. Рашкова Слобода с. Сенюки                   | 100,74    | 5               | 1067                   | 8                   |              |
| 19 | Пушкарівська сільська рада    | c. Пушкарі        | c. Пушкарі с. Високинь с. Молочки с. Тамарівка                                                    | 32,54     | 27              | 449                    | 30                  |              |
| 20 | Сиберізька сільська рада      | c. Сибереж        | c. Сибереж с. Великі Осняки                                                                       | 39,177    | 21              | 793                    | 14                  |              |

* Примітки: м. — місто, с-ще — селище, смт — селище міського типу, с. — село